# Ramon Iglesias y Navarri
Ramon Iglesias y Navarri fut évêque d'Urgell. Succédant à Ricardo Fornesa i Puigdemasa, il est coprince d'Andorre de 1943 à 1969. C'est Ramón Malla Call, administrateur apostolique d'Urgell, qui lui succède ensuite à ce titre.

## Biographie
Le 29 avril 1969, Ramon est nommé évêque titulaire de Satrianum (de)